# 1288
سنة 1288 هي سنة بسيطة بدات يوم الخميس حسب التقويم اليولياني

## مواليد
- أورخان غازي الخليفة العثماني.

## وفيات
- أبو الفضائل النسفي
- ابن النفيس
- هنري السادس كونت لوكسمبورغ